# Lisowicia bojani
Lisowicia bojani — вид нессавцевих терапсид родини Stahleckeriidae, що існував у пізньому тріасі. Вид є найбільшим відомим тетраподом тріасового періоду, не враховуючи динозаврів.

## Історія відкриття
Майже повний скелет плазуна знайшли дослідники Уппсальского університету спільно з колегами з Польщі у селі Лісовиці у Сілезії на півдні Польщі. Вчені не відразу ідентифікували нову знахідку як дицинодонта через те, що його розміри сильно відрізнялися від усіх відомих представників цієї групи, прийнявши знахідку за завропода.
Родова назва Lisowicia від типового місцезнаходження — села Лісовіце. Видова назва L. bojani дана на честь німецького лікаря, натураліста, члена Петербурзької академії наук, Людвіга Боянуса (1776—1827), який був піонером у порівняльній анатомії і палеонтології.

## Опис
Lisowicia сягав 4,5 м завдовжки та 2,6 м заввишки. Важив близько 9 т. Розміри тварини порівнюються з розмірами сучасних африканських слонів. Пересувався на чотирьох ногах, при цьому досить повільно. Кінцівки п'ятипалі, масивні, короткі, з потужними кігтями. Задні ноги напіввипрямлені. Хвіст відносно короткий. Ймовірно, був роговий дзьоб, як у черепах.